# Municipio de Center Point (Arkansas)
Center Point Township es un municipio del condado de Howard, Arkansas, Estados Unidos. Según el censo de 2020, tiene una población de 616 habitantes.
Es una subdivisión exclusivamente geográfica, por cuanto el estado de Arkansas ya no utiliza la herramienta de los townships como gobiernos municipales.

## Geografía
Está ubicada en las coordenadas 34°1′9″N 93°59′20″O / 34.01917, -93.98889 (34.019179, -93.988894). Según la Oficina del Censo de los Estados Unidos, tiene una superficie total de 138.46 km², de la cual 138.38 km² corresponden a tierra firme y 0.08 km² son agua.

## Demografía
Según el censo de 2020, hay 616 personas residiendo en la zona. La densidad de población es de 4.45 hab./km². El 83.60% de los habitantes son blancos, el 7.31% son afroamericanos, el 1.46% son amerindios, el 0.16% es isleño del Pacífico, el 2.27% son de otras razas y el 5.19% son de una mezcla de razas. Del total de la población, el 3.90% son hispanos o latinos de cualquier raza.